# Paleoparadoxia
Paleoparadoxia (łac. "starożytna zagadka") – wymarły rodzaj dużego roślinożernego ssaka morskiego.

## Występowanie
Zamieszkiwał regiony brzegowe północnego Pacyfiku w miocenie od 20 do 10 milionów lat temu. Jego zasięg występowania rozpościerał się od wód Japonii (Tsuyama i Yanagawa) do Alaski na północy, a na południe do Baja California w Meksyku.

## Znaleziska

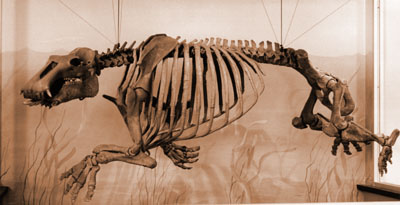
Szkielet Paleoparadoxiae na wystawie

Znane są 2 kompletne szkielety, jeden w Muzeum Fukushima w prefekturze Fukushima w Japonii, drugi natomiast w Stanford Linear Accelerator Center w północnej Kalifornii.

## Tryb życia
Zwierzę odżywiało się wodorostami i trawą morską. Szczęki i zęby przypominały łyżkę koparki. Grube ciało było dobrze zaadaptowane do pływania i przebywania pod wodą, ale nie na dużych głębokościach. Jak dzisiejsza foka, przybywał na brzeg, by pożywiać się i wygrzewać w słońcu.

## Gatunki
- P. tabatai Tokunaga, 1939
- P. repenningi Domning and Barnes, 2007